# Dartevellopora neozelanica
Dartevellopora neozelanica is een mosdiertjessoort uit de familie van de Lichenoporidae. De wetenschappelijke naam van de soort is voor het eerst geldig gepubliceerd in 2010 door Gordon & Taylor.